# K'inich K'uk' B'ahlam II
K'inich K'uk' B'ahlam II, conosciuto anche come Bahlum K'uk' II (fl. VIII secolo), è stato re maya di Palenque.

## Regno e gesta principali
Incoronato il  4 marzo 764, K'inich K'uk' B'ahlam II, figlio di K'inich Ahkal Mo' Naahb III, fu l'ultimo grande sovrano di Palenque. A lui si devono: la Torre del Palazzo, il Pannello della Creazione e il Pannello dei 96 Glifi. Il Pannello dei 96 Glifi è giudicato come una delle massime espressioni dell'arte maya. Sulla vita di K'inich K'uk' B'ahlam II nonostante i vari testi che lo menzionano non sappiamo quasi nulla.